# Semifluxó
En superconductivitat, un semifluxó és un vòrtex mig sencer de supercorrent que transporta el flux magnètic igual a la meitat del quàntic de flux magnètic Φ0. Els semifluxons existeixen a les unions 0-π llargues Josephson al límit entre les regions 0 i π. Aquest límit 0-π crea una discontinuïtat π de la fase Josephson. La unió reacciona a aquesta discontinuïtat creant un semifluxó. El supercorrent de vortex circula al voltant del límit 0-π. A més del semifluxó, també existeix un antisemifluxó. Porta el flux −Φ0/2 i el seu supercorrent circula en sentit contrari.
Matemàticament, un semifluxó es pot construir unint dues cues de fluxó convencional (enter) (torsió de l'equació sinus-Gordon) al límit 0-π. El semifluxó és un exemple particular del vòrtex fraccionat fixat a la discontinuïtat de fase (vegeu vòrtex fraccionat per obtenir-ne més detalls).
Per primera vegada es van observar els semifluxons als límits del gra tricristal en superconductors d'ona d i més tard a les unions en ziga-zaga de rampa YBa₂Cu₃O7-Nb. En aquests sistemes, el canvi de fase de π té lloc a causa de la simetria del paràmetre d'ordre d'ona en el superconductor YBa₂Cu₃O7. Les observacions es van realitzar mitjançant un microscopi SQUID d'escaneig a baixa temperatura.
Més tard, els investigadors van aconseguir fabricar unions 0-π utilitzant superconductors convencionals de baix Tc i barrera ferromagnètica, on la física és completament diferent, però el resultat (unions 0-π) és el mateix. Aquests unions 0–π s'han demostrat en SFS i en unions SIFS poc amortides.
A més, els físics van poder demostrar una molècula formada per dos semifluxons que interactuen disposats antiferromagnèticament. Té un estat fonamental degenerat amunt o avall. Es va demostrar que es pot llegir l'estat d'aquesta molècula de semifluxó utilitzant SQUID al xip. També es pot canviar entre els estats amunt i avall de la molècula aplicant el corrent.